# Amphiura richardi
Amphiura richardi är en ormstjärneart som beskrevs av Jean Baptiste François René Koehler 1896. Amphiura richardi ingår i släktet Amphiura och familjen trådormstjärnor. Inga underarter finns listade i Catalogue of Life.